# Music (film, 2021)
Pour les articles homonymes, voir Music.
Pour plus de détails, voir Fiche technique et Distribution.
Music est un film américain co-écrit, co-produit et réalisé par Sia, sorti en 2021.

## Synopsis
Kazu Gamble, surnommée « Zu », vient de sortir de cure de désintoxication. Elle apprend qu'elle est la nouvelle tutrice de sa jeune demi-sœur autiste, Music. Cette dernière vit dans son monde, fait d'imaginaire et de musique. Zu va tenter de faire face à ces nouvelles responsabilités. Elle pourra compter sur l'aide de son voisin Ebo.

## Fiche technique
Sauf indication contraire, les informations mentionnées dans cette section peuvent être confirmées par la base de données cinématographiques IMDb,  présente dans la section « Liens externes ».
- Titre original : Music
- Réalisation : Sia
- Scénario : Dallas Clayton et Sia
- Musique : Craig DeLeon
- Décors : Tracy Dishman
- Costumes : Christine Wada
- Photographie : Sebastian Winterø
- Montage : Matt Chesse, Curtiss Clayton et Dana Congdon
- Production : Vincent Landay et Sia
- Sociétés de production : Landay Entertainment, Atlantic Films, Crush Pictures, Pineapple Lasagne Productions et Warner Music Entertainment
- Sociétés de distribution : Vertical Entertainment (États-Unis), CGR (France)
- Budget : n/a
- Pays d'origine :  États-Unis
- Langue originale : anglais
- Format : couleur
- Genre : drame musical
- Durée : 107 minutes
- Dates de sortie[1] :
  - Australie : 14 janvier 2021 (avant-première mondiale)
  - États-Unis : 10 février 2021 (sortie limitée IMAX) ; 12 février 2021 (vidéo à la demande)
  - France : 29 mars 2021 (vidéo à la demande)

## Distribution
- Kate Hudson (VF : Ingrid Donnadieu) : Kazu « Zu » Gamble
- Maddie Ziegler : Music
- Leslie Odom Jr. (VF : Eilias Changuel) : Ebo
- Héctor Elizondo (VF : Gabriel Le Doze) : George
- Mary Kay Place (VF : Marie-Madeleine Burguet-Le Doze) : Millie
- Ben Schwartz (VF : Antoine Schoumsky) : Rudy
- Brandon Soo Hoo : Tanner
- Tig Notaro (VF : Véronique Augereau) : la présentatrice télé
- Juliette Lewis (VF : Laurence Charpentier) : Evelyn
- Sia (VF : Audrey Sourdive) : elle-même
- Kathy Najimy : la mère d'Evelyn
- Henry Rollins

## Production

### Musique
Albums de Sia
Everyday Is Christmas
(2017) Reasonable Woman
(2024)
Singles
1. Together
Sortie : 20 mai 2020
2. Courage to Change
Sortie : 24 septembre 2020
3. Hey Boy
Sortie : 19 novembre 2020

En plus de la musique originale de Craig DeLeon, Sia écrit dix chansons pour le film présentes sur l'album Music – Songs from and Inspired by the Motion Picture, prévu pour le 12 février 2021.
| Liste des titres | Liste des titres                           | Liste des titres                                     | Liste des titres | Liste des titres | Liste des titres | Liste des titres | Liste des titres | Liste des titres | Liste des titres |
| No               | Titre                                      | Producteurs                                          | Durée            |                  |                  |                  |                  |                  |                  |
| ---------------- | ------------------------------------------ | ---------------------------------------------------- | ---------------- | ---------------- | ---------------- | ---------------- | ---------------- | ---------------- | ---------------- |
| 1.               | Together                                   | - Antonoff - Jesse Shatkin (add.)                    | 3:25             |                  |                  |                  |                  |                  |                  |
| 2.               | Hey Boy                                    | Shatkin                                              | 2:29             |                  |                  |                  |                  |                  |                  |
| 3.               | Saved My Life                              | Kurstin                                              | 3:55             |                  |                  |                  |                  |                  |                  |
| 4.               | Floating Through Space (avec David Guetta) | - David Guetta - Kurstin - Mike Hawkins - Tony Green | 2:57             |                  |                  |                  |                  |                  |                  |
| 5.               | Eye to Eye                                 |                                                      | 4:19             |                  |                  |                  |                  |                  |                  |
| 6.               | Music                                      |                                                      | 4:58             |                  |                  |                  |                  |                  |                  |
| 7.               | 1+1                                        |                                                      | 2:58             |                  |                  |                  |                  |                  |                  |
| 8.               | Courage to Change                          | Kurstin                                              | 4:52             |                  |                  |                  |                  |                  |                  |
| 9.               | Play Dumb                                  |                                                      | 3:03             |                  |                  |                  |                  |                  |                  |
| 10.              | Beautiful Things Can Happen                |                                                      | 2:50             |                  |                  |                  |                  |                  |                  |
| 11.              | Lie to Me                                  |                                                      | 3:03             |                  |                  |                  |                  |                  |                  |
| 12.              | Oblivion (avec Labrinth)                   |                                                      | 4:14             |                  |                  |                  |                  |                  |                  |
| 13.              | Miracle                                    |                                                      | 3:18             |                  |                  |                  |                  |                  |                  |
| 14.              | Hey Boy (avec Burna Boy)                   | Shatkin                                              | 3:01             |                  |                  |                  |                  |                  |                  |
| 49:22            |                                            |                                                      |                  |                  |                  |                  |                  |                  |                  |

| 15. | I'm Still Here                |  | - Shatkin |  |
| 16. | Together (Initial Talk Remix) |  |           |  |

## Accueil
Dès la parution de la bande-annonce, le film est sujet à controverse. La première polémique concerne le choix de l'actrice pour jouer le rôle de Music, Maddie Ziegler n'étant pas elle-même autiste. La deuxième polémique concerne l'utilisation de la contention pour calmer Music lors d’une crise d’agitation aigüe, qui serait dangereuse voire mortelle pour les autistes. Une pétition signée par plus de 30 000 personnes a vu le jour pour réclamer l’annulation de la sortie du film.
Preuve des divergences, le film est nommé à la fois aux Razzie Awards 2021, pour le pire film, et aux Golden Globes 2021, pour le meilleur film musical ou comédie.

## Distinctions

### Récompenses
- Razzie Awards 2021 : pire actrice pour Kate Hudson, pire actrice dans un second rôle pour Maddie Ziegler et pire réalisation pour Sia

### Nominations
- Golden Globes 2021 : meilleur film musical ou comédie et meilleure actrice dans un film musical ou une comédie pour Kate Hudson
- Razzie Awards 2021 : pire film